# Jana Cíchová-Hrdličková
Jana Cíchová-Hrdličková (14. dubna 1923 Praha – 15. června 2014) byla česká esperantská básnířka, překladatelka a hlasatelka esperantského vysílání Československého rozhlasu. Původním povoláním průvodkyně cizinců (ovládala pět jazyků).

## Život
Jejími rodiči byli spisovatelé Otomar Schäfer (1883-1945) a Marie Schäferová-Holakovská (1891-1975, spoluzakladatelka sanatoria pro plicní choroby, zpracovatelka sborníku o historii rodných Černovic), její bratr Jiří Schäfer ilustroval některé z jejích knih.
V roce 1947 se naučila esperanto a přispívala pak do různých esperantských časopisů doma i ve světě básněmi, články, překlady. Např. básněmi o Lidicích. Zřejmě její poslední prací byla kontrola rukopisu esperantského překladu Hraběte Monte Cristo (překladatel jí v předmluvě velmi děkuje za pomoc).
Mezi roky 1962–1967 byla hlasatelkou stanice Radio Praha esperantského vysílání pro Rakousko. Z té doby se zachovalo o její práci několik pochvalných článků doplněných fotografiemi.

## Dílo
- La infano de Lidice (Děti z Lidic)
- Ĉiam Lidice (Stále Lidice, In: Paco133, 1964, p.7)
- Liriko intima (Lyrika intimní, 1988, sbírka)
- Kvar sezonoj (Čtyři sezóny, 1990, sbírka)
- Pragaj preĝoj (Pražské modlitby, 1991, sbírka)
- Signo de ekkrio (Znamení výkřiku, 1991, sbírka)

## Články
- Virinoj, virinoj, virinoj! (Ženy, ženy, zeny! In: Paco 104, 1962, p. 12)
- Praga kastelo al infanoj (Pražský hrad dětem, In: Paco, 128 129, 1964, p. 5)

## Překlady
- V. T. Miškovská: Panglottia (In: Esperanto, 6/1958, str. 96)
- Josef Hendrich: Jan Amos Komenský (1959)
- Karel Čapek: Pri malprogreso de la tempo (O úpadku doby, In: La Suda Stelo, 5/1958, p. 74)
- Ludvík Kundera: Renesanco de Janáček (Renensance Janáčka, In: Norda Prismo, č. 4, 1958, str. 229)
- František Kahuda: Leoš Janáček (Leoš Janáček, In: La Suda Stelo, Jugoslavio, 2/1959, str. 28)
- Belarto hodiaŭ (Umění dnes, In: Norda Prismo 1/1959)
- Alvoko al popoloj en la tuta mondo (Výzva celému světu, In: Paco 89, str. 2-3)
- Marie Majerová: Praha (In: Bulteno EK Praha, n-ro 56, 1960, str. 1 kaj 4)
- Kreskas niaj vicoj (Rostou naše řady, Milena Škodová - Jana Cíchová, In: Paco 97, 1961, str. 13)
- Virinoj - forta barilo kontraŭ eksplodo de nuklea milito (Ženy - silná hráz proti výbuchu nukleární války, In: Paco 111-112, 1963, str. 12-14)
- Kiam la homo atingos Lunon? (Když člověk doletí na Měsíc? In: Paco 111-112, 1963, str. 16)
- Aliĝilo (Přihláška, In: Paco 111-112, 1963, str. 18)
- Engholm – en nova eldono (Engholm v novém vydání, In: Norda Prismo, 4/1963, str. 127)
- J. Šuliarský: En Slovakio antaŭ 20 jaroj (Na Slovensku před 20 lety, In: Paco, 128-129, 1964, str. 3 - spoluautor Oldřich Kníchal)
- Bestoj – aktoroj (Zvířata jako herci, In: Oomoto, 5/1964)
- Najtingalo kaj alaŭdo (Slavík a skřivan, Oomoto, 8/1964)
- Franz Kafka (Oomoto 11/1964)
- Lacert (Ještěrka, In: Norda Prismo, 2/1964, str. 59)
- Max Brod: Franz Kafka (článek z roku 1964, In: Norda prismo, 4/1964, str. 125)
- La instituto por Historio de Muziko, Teatro kaj Literaturo (Institut pro Dějiny hudby, divadla a literatury, In: Paco, 128-129, 1964, str. 21)
- Karel Kapoun: Kuŝante surdorse (Ležíce na zádech, In: Paco, 136/1965, str. 21)
- Jan Noha: Soneto kun demando al Praga komponisto (Sonet s otázkou pražskému skladateli, In: Paco, č. 136, 1965, str. 20)
- Ludvík Středa: Diskuto kun la filo (Diskuse se synem, In: Paco, 142-143, 1965, str. 6)
- Ludvík Středa: Senbrakulo (Bezruký, In: Paco, 136, 1965, str. 20)
- Paul-Louis Marchetti: Libereco (Svoboda, In: Paco, 142-143, str. 35)
- Pere de Esperanto tra Francio" (S pomocí esperanta po Francii, In: Oomoto, 3/1967)
- Al la legantaro de Oomoto (Čtenářům Oomoto, 9/1967)
- Vizito ĉe f-ino Sumiko Gotoo en Praha, Oomoto 11/1967)
- Rabi Löw kaj legendoj ĉirkaŭ lia personeco (Rabi Löw a legendy kolem jeho osobnosti, Oomoto 3/1968)
- Denove japanino en Praha (Japonka opět v Praze, Oomoto 5/1968)
- Kiu estis Ŝelomo Molĥo? (Kdo byl Š. M.?, Oomoto 11/1968)
- Max Švabinský: La naturon admiru (Obdivujte přírou, In: Norda Prismo, 1, 1969, str. 31)
- Banloka babilado (Lázeňské povídání, Oomoto 1/1969)
- Granda humanisto Richard Špaček (Velký humanista R. Š., Oomoto 11/1969)
- Richard Špaček: Ĉio estas por ĉiuj (Vše je pro všechny, In: La Suda Stelo, 3 (222), 1971, str. 16)
- Miloš Horanský: Manoj de Goljato (Ruce Goliášovy)
- Otakar Maršík: Spektaklo por dioj (Podívaná pro bohy, In: Paco, ĉs., 1982, p.10-11, celý překlad v rukopise)
- Radim Kalfus: La ringo de Jan Amos (Prsten Jana Amose, In: Paco, ĉs., 1982, p.13)
- Dušan Rovenský: Malaltigi internacian streĉiĝon (Snížit mezinárodní napětí, Paco, ĉs., 1983, p.11)
- Antonín Stejskal: Marie Kudeříková - simbolo de kontraŭfaŝista rezista batalo (Marie Kudeříková – symbol protifašistického odboje, In: Paco, ĉs., 1983, p.12)
- Josef Kresta: Karlo Markso - la fondinto de scienca socialismo (Karel Marx – zakladatel vědeckého socialismu, In: Paco, ĉs., 1983, p.14)
- Dagmar Štětinová: La popolo al si mem (Národ sobě. In: Paco, ĉs., 1983, p.21)
- Ombroj sur la ponto (Stíny na mostě, In: Paco, ĉs., 1985, p.21-22)
- Filmo - ilo de la pacmovado (Film nástrojem boje za mír, In: Paco, ĉs., 1985, str. 24)
- Ni defendas la rajton je propra kulturo (Hájíme právo na vlastní kulturu, In: Paco, ĉs., 1985, str. 26-27)
- Galerio de „Vagabondoj“ (Galerie "Tuláků". In: Paco, ĉs., 1987, p.20-21)
- Armenaj okuloj en Montmartre (Arménské oči na Montmartru, In: Paco, ĉs., 1987, p.21-22)
- Casanova en Bohemia kastelo (Casanova na zámku v Čechách, In: La Gazeto 85/1999)
- Štefánik kaj la kometo (Štewfánik a kometa, In: La Gazeto 88/2000)
- La sekreta malsano de Smetana (Utajená nemoc Smetanova, In: La Gazeto 92/2001)
- Tadeo Hájek el Hájek (Tadeáš Hájek z Hájku, In: La Gazeto, 98/2002)
- Legendoj el Sud-Bohemio (Legendy z jižních Čech, In: La Gazeto, 102/2002)
- Lernojaro de diktatoro (Diktátorův školní rok, In: La Gazeto, 107/2003)
- Kuracistinoj en malnova Grekujo (Lékařky ve starém Řecku, In: La Gazeto, 115/2004)